# Fotbal Club Noroc Nimoreni
Il Fotbal Club Noroc Nimoreni, citato anche come FC Noroc o più semplicemente Noroc, è una società calcistica femminile moldava con sede a Nimoreni.
Fondata nel 2008, con tre titoli nazionali e due coppe conquistate, è tra i più titolati club che partecipano al campionato moldavo femminile di calcio.

## Palmarès
- Divizia Națională Feminină: 3

2011-2012, 2014-2015, 2016-2017
- Cupa Moldovei (femminile): 2

2011-2012, 2013-2014

## Statistiche

### Risultati nelle competizioni UEFA
| Stagione | Competizione     | Fase                     | Avversario       | Risultato | Risultato | Risultato |
| Stagione | Competizione     | Fase                     | Avversario       | andata    | ritorno   | aggregato |
| -------- | ---------------- | ------------------------ | ---------------- | --------- | --------- | --------- |
| 2012-13  | Champions League | gironi di qualificazione | PK-35 Vantaa     | 0-6       | 0-6       | 0-6       |
| 2012-13  | Champions League | gironi di qualificazione | Glasgow City     | 0-11      | 0-11      | 0-11      |
| 2012-13  | Champions League | gironi di qualificazione | Osijek           | 1-11      | 1-11      | 1-11      |
| 2015-16  | Champions League | gironi di qualificazione | Osijek           | 0-4       | 0-4       | 0-4       |
| 2015-16  | Champions League | gironi di qualificazione | Spartak Subotica | 1-4       | 1-4       | 1-4       |
| 2015-16  | Champions League | gironi di qualificazione | Benfica          | 0-3       | 0-3       | 0-3       |
| 2017-18  | Champions League | gironi di qualificazione | Sturm Graz       | 0-4       | 0-4       | 0-4       |
| 2017-18  | Champions League | gironi di qualificazione | Apollōn Lemesou  | 0-6       | 0-6       | 0-6       |
| 2017-18  | Champions League | gironi di qualificazione | NSA Sofia        | 0-1       | 0-1       | 0-1       |

## Organico

### Rosa 2017-2018
Rosa e numeri come da sito UEFA.
| N. |                     | Ruolo | Calciatrice         |
| -- | ------------------- | ----- | ------------------- |
| 1  | Moldavia (bandiera) | P     | Alina Şaitan        |
| 2  | Moldavia (bandiera) | D     | Daria Mesina        |
| 3  | Moldavia (bandiera) | D     | Dumitriţa Prisăcari |
| 4  | Moldavia (bandiera) | A     | Carolina Țabur      |
| 6  | Moldavia (bandiera) | C     | Elena Cereşnea      |
| 7  | Moldavia (bandiera) | A     | Cristina Cerescu    |
| 8  | Moldavia (bandiera) | C     | Eugenia Miron       |
| 9  | Moldavia (bandiera) | C     | Irina Topal         |
| 10 | Moldavia (bandiera) | C     | Anastasia Toma      |

| N. |                     | Ruolo | Calciatrice      |
| -- | ------------------- | ----- | ---------------- |
| 11 | Moldavia (bandiera) | C     | Claudia Chiper   |
| 12 | Moldavia (bandiera) | P     | Margarita Panova |
| 13 | Moldavia (bandiera) | A     | Ana Ciobanu      |
| 15 | Moldavia (bandiera) | D     | Veronica Ursu    |
| 16 | Moldavia (bandiera) | D     | Tatiana Frunza   |
| 17 | Moldavia (bandiera) | C     | Daniela Mardari  |
| 18 | Moldavia (bandiera) | A     | Marina Corbu     |
| 20 | Moldavia (bandiera) | C     | Veronica Paiu    |